# Међународни комитет за тегове и мере
Међународни комитет за тегове и мере је српски назив за (фр. Comité International des Poids et Mesures) или (енгл. International Committee for Weights and Measures, CIPM). Састоји се од осамнаест особа из земаља чланица Конвенције о метру (Convention du Mètre). Основни задатак је да се осигура једноликост јединица за мерење и то се чини директном акцијом или предлагањем Генералној конференцији за тегове и мере (CGPM).
Скорашњи центар пажње CIPM-а је било успостављање Договора о међусобном признавању (Arrangement de reconnaissance mutuelle или Mutual Recognition Arrangement, MRA), које служи као основа за међусобно прихватање мера које се одвија у земљама чланицама Конвенције о метру.
CIPM се састаје једном годишње на Међународном бироу за тегове и мере (BIPM) и дискутује о извештајима које им представљају консултациони Комитети. Он издаје Годишњи извештај о административним и финансијским позицијама BIPM-а владама земаља чланица Конвенције о метру.